# Angkor
Angkor je područje u Kambodži u kojemu je od 9. do 15. stoljeća bilo središte Khmerskog carstva (Riječ Angkor potječe iz sanskrtskog "nagara," u značenju "grad".)  Točnije, Angkorski period započinje godine 802. kada je kmerski hinduistički vladar Jayavarman II. proglasio sebe "jedinstvenim monarhom" i "bogom-kraljem" Kambodže, do 1431. godine kada su tajlandski osvajači opljačkali kmersku prijestolnicu natjeravši njegove stanovnike u izbjeglištvo južno od Phnom Penha.
Ruševine Angkora nalaze se u šumovitom i poljoprivrednom području sjeverno od velikog jezera Tonle Sapa i južno do brda Kulen, u blizini modernog grada Siem Reapa (13°24'N, 103°51'E). Broj hramova u Angkoru, bilo nedefiniranih gomila opeke u rižinim poljima do veličanstvenog hrama Angkor Wata (koji je najveći vjerski objekt na svijetu), prelazi brojku od 1000. Mnogi hramovi u Angkoru su obnovljeni i predstavljaju najznačajniju arhitekturu Kmera. Od 1992. godine nalazi se na UNESCOvom popisu Svjetske baštine. Broj posjetitelja u Angkoru se približava brojci od 2 milijuna godišnje.
Godine 2007. međunarodni tim istraživača uz pomoć satelitskih fotografija i drugih modernih tehnika, zaključili su kako je Angkor bio najveći predindustrijski grad na svijetu, koji se rasprostirao na urbanom području od 640 km². Najbliži rival u veličini bio je majanski grad Tikal u Gvatemali, koji se rasprostirao na samo 80 km².

## Arheološki lokaliteti
Na području Angkora nalaze se brojni značajni arheološki lokaliteti: 
| - Angkor Thom - Angkor Wat - Baksei Chamkrong - Banteay Kdei - Banteay Samré - Banteay Srei - Baphuon - Bayon - Chau Say Tevoda - Istočni Baray je umjetni bazen, danas suh, iz 900. godine koji se nalazi istočno od utvrđenog Angkor Thoma. Imao je promjer 7150 x 1740 m i mogao je držati skoro 50 milijuna m³ vode za navodnjavanje ili vjerske ceremonije. U njegovom središtu se nalazi umjetni otok s hramom: - Istočni Mebon | - Kbal Spean - Krol Ko je budistički hram iz 12. stoljeća koji se nalazi sjeverno od Neak Peana - Lolei - Neak Pean - Phimeanakas - Phnom Bakheng - Phnom Krom je 140 m visoko brdo, 12 km jugozapadno od grada Siem Reapa, na kojem se nalazi najjužniji hram iz vremena kralja Jasovarmana (9. st.), bio je posvećen hinduističkom svetom trojstvu (Šiva-Višnu-Brahma) | - Prasat Ak Yum - Prasat Kravan - Preah Khan - Preah Ko - Preah Pithu - Pre Rup - Roulos - Srah Srang je baray (kvadratični umjetni bazen) iz 10. stoljeća, izgrađen jer se Istočni Baray počeo zatrpavati talozima iz rijeke. Nalazi se južno od Istočnog Baraya i istočno od Banteay Kdeija, a ima promjer 700 x 350 m. | - Ta Nei je budistički hram iz 12. stoljeća koji je izgradio kralj Jayavarman VII., u blizini sjeverozapadnog kuta Istočnog Baraya. - Ta Prohm - Ta Som - Ta Keo - Thommanon - Zapadni Baray je kvadratični umjetni bazen, danas suh, iz 12. stoljeća koji se nalazi zapadno od utvrđenog Angkor Thoma. Imao je promjer 8 x 2,1 km i njegove rubove čine visoki zemljani nasipi, a u središtu mu se nalazi umjetni otok s hramom Zapadni Mebon od kojega su ostale samo ruševine. |

## Poveznice
- Khmersko Carstvo

## Vanjske poveznice
- Veliki Angkor Projekt Međunarodni istraživački projekt proučavanja nastamba u okolici hramova u Angkoru.
- www.theangkorguide.com Ilustrirani online vodič kroz Angkor s mapama.
- NASA satelitske fotografije visoke rezolucije.